# 即用辦公室
即用辦公室，又稱服務式辦公室或商務中心，是靈活辦公空間的一種，通常是指已有標準裝修的小型辦公室，跟傳統的辦公室比較，即用辦公室的租賃期通常很有彈性，不用受到較長的租約期束縛，亦不用投入大量資金裝修辦公地點。租戶亦可因應業務需求靈活地調整租用辦公室的大小。服務式辦公室一般位於甲級或乙級商業樓宇之內，由二房東承租，內裡間隔出數個細小的辦公室，並分租給不同的租戶。租戶多為新創業人士、小型公室、外國公司測試水溫或其他有短期需要的公司。服務式辦公室一般為租戶提供較靈活的辦公空間及租用共用招待員、辦公室的網絡、秘書、茶水間、會客室等資源。 

## 租戶類型
- 外國公司開設新試點: 總部位於國外的公司希望在其他地方開設分部或拓展業務至新市場
- 初創公司：希望減少長期的固定開支的中小企業
- 正在急速擴充的企業：企業在短時間內擴張團隊，需要一個地方暫時安置新成員
- 短期合約：租戶在一段短時間需要一個固定的工作地點以進行短期的工作，例如電影製作組或律師團隊

## 設備及服務
一般即用辦公室所包括的設備及服務：
- 前枱電話轉接服務
- 郵件處理服務
- 電話及上網設備
- 標準辦公室家具
- 分享會議室
- 打掃服務
- 共用休憩空間
- 共用茶水間

## 服務式辦公室的好處
- 無需前期成本
- 以較租用傳統辦公室低的價錢得到甲級寫字樓的地址
- 靈活的辦公室租期(租用期限及辦公室大小)
- 無需支付辦公大樓的維護費用
- 可以立即開始使用辦公室
- 享用由服務式辦公室供應商提供的駐場管理團隊，無需另外騁請接待人員
- 使用裝修完善並備有傢俬的辦公室